# Neonitocris thoracica
Neonitocris thoracica är en skalbaggsart som först beskrevs av Jordan 1894.  Neonitocris thoracica ingår i släktet Neonitocris och familjen långhorningar.
Artens utbredningsområde är Gabon. Inga underarter finns listade i Catalogue of Life.